# North Gate
North Gate (dawniej znany jako Centrum Belvedere) – warszawski wieżowiec biurowy znajdujący się przy ul. Bonifraterskiej 17. 

## Opis
Budynek jest zlokalizowany między wieżowcem Intraco I i stadionem klubu piłkarskiego Polonia Warszawa, przy hotelu Ibis.
Parter budynku przeznaczony jest na handel i usługi, natomiast resztę pięter zajmują biura. Piętra biurowe od 11 do 24 tworzą wieżę.